# 風犬ナンジャ
風犬ナンジャ（かぜいぬナンジャ）はワタナベエンターテインメントに所属していたお笑いコンビ。ともに熊本県菊池郡菊陽町出身。

## メンバー
- 江口 ゆきひさ（えぐち ゆきひさ、本名：江口 幸久（読みは同じ）、1983年4月5日 - ）

熊本県立熊本工業高等学校材料技術科卒業、ツッコミ担当。
解散後はイベント等の司会として活動を経て、2014年12月に落語家の桂竹丸に入門。高座名「桂竹紋」として活動中。落語芸術協会所属の二つ目。
- 梅太郎（うめたろう、本名：梅田 夏樹（うめだ なつき）、1983年5月27日 - ）

熊本県立熊本北高等学校卒業、ボケ担当。
2011年4月に重度な病気（脳梗塞）を患い、現在も療養中。

## 来歴
- 小学校の時からの幼馴染コンビ。
- 2005年3月、21歳で江口は専門学校を卒業後、梅太郎は勤めていた会社を辞め共に上京。
- 2005年4月、ワタナベコメディスクールへ入学。2期生。
- 2006年4月、ワタナベエンターテインメントに所属。
- 2007年4月、ワタナベエンターテインメント九州支部へ異動。
- 2011年4月、コンビ解散。

## 過去の出演番組
- 風犬ナンジャのだけんなんや!（RKK）
- 夕方いちばん（RKK）
- 笑いのしるし（RKK）
- 若っ人ランド（TKU）- 2008年4月5日～2009年3月28日
- 「火の国まつり2007おてもやん総おどり〜熊本真夏の夜の祭典」（TKU）
- 「新春企業対抗スペシャル　なるほど・ザ・くまもと」（2008年、TKU）
- 「Thank YoU! 2Days! TKUの日＠2008」（TKU）
- ファイブチャンネル（KAB）
- サスケマニア（TBS、江口のみ）
- WAZA style（TVQ、梅太郎のみ）
- FMK RADIO BUSTERS（FMK、2008年4月から2008年9月まで、月・火担当)（梅太郎のみ）
- オトコミHi!Yo!（熊本シティエフエム）江口
- 白山通り くまもと○仮（JCN熊本）- 平日22:30～　梅太郎のみ出演
- 月刊タウン情報クマモト「風犬ナンジャが斬る」
- ぱじゃまdeシネマ（RKK）
- 週刊山崎くん（RKK）不定期出演

## CM
- SilBa Group
- あげたて(風犬ナンジャ)
- 京塚質屋
- 玉名ラーメン
- 紅茶花伝